# سام ستانتون
سام ستانتون (بالإنجليزية: Sam Stanton)‏ (19 أبريل 1994 بإدنبرة في المملكة المتحدة - ) هو لاعب كرة قدم بريطاني في مركز الوسط. شارك مع منتخب اسكتلندا تحت 19 سنة لكرة القدم ومنتخب اسكتلندا تحت 21 سنة لكرة القدم. أما مع النوادي، فقد لعب مع نادي هيبرنيان ونادي كاودينبيث لكرة القدم ونادي ليفينغستون لكرة القدم.

## وصلات خارجية
- سام ستانتون على موقع الاتحاد الإسكتلندي (الإنجليزية)
- سام ستانتون على موقع Soccerbase.com (لاعب) (الإنجليزية)
- سام ستانتون على موقع Soccerway.com (الإنجليزية)